# Andreï Plakhov
Pour les articles homonymes, voir Plakhov.
Andreï Plakhov (en cyrillique : Андрей Плахов) est un critique, historien du cinéma et journaliste russe né le 14 septembre 1950 à Starokostiantyniv (alors dans la RSS d'Ukraine).
Il écrit notamment pour le quotidien Kommersant et a publié plusieurs ouvrages sur le cinéma. Il est président honoraire de la Fédération internationale de la presse cinématographique, membre de l'Académie européenne du cinéma et coordinateur du Festival international du film de Moscou.